# République socialiste de Serbie
1944–1990
Entités précédentes :
- Royaume de Yougoslavie (1941)
- Gouvernement de salut national de Serbie
- Royaume albanais
- État indépendant de Croatie
- Royaume de Hongrie
- Royaume de Bulgarie

Entités suivantes :
- République de Serbie au sein de la  RF Yougoslavie

La république socialiste de Serbie (en serbe cyrillique Социјалистичка Република Србија,  latin Socijalistička Republika Srbija) ou RS de Serbie, était la dénomination officielle de la Serbie entre 1963 et 1990 lorsqu'elle appartenait à la république fédérative socialiste de Yougoslavie, dont elle constituait la plus grande et la plus peuplée des républiques socialistes fédérées.
Cet État a utilisé entre 1945 et 1946 le nom d'État fédéral de Serbie (en serbe cyrillique Федерална Држава Србија,  latin Federalna Država Srbija), puis entre 1946 et 1963 celui de république populaire de Serbie (en serbe cyrillique Народна Република Србија,  latin Narodna Republika Srbija).  
Sa capitale Belgrade, concentrait également l'essentiel des pouvoirs économiques et politiques de la fédération yougoslave dont elle était aussi la capitale.
Outre la Serbie dite centrale, la république était constituée de deux provinces autonomes :
- La province socialiste autonome du Kosovo (capitale Pristina).
- La province socialiste autonome de Voïvodine (capitale Novi Sad).